# Daniel Mannberg
Pär Thomas Daniel Mannberg, född 27 december 1992 i Boden, är en svensk professionell ishockeyspelare (högerforward).
Daniel växte upp i norra Svartbyn utanför Boden och började spela hockey i Björns IF. Innan han blev professionell ishockeyspelare spelade han för Bodens HF och Luleå HF som junior.
Mannberg har också spelat några landskamper för Sverige.

## Klubbar som proffs
- 2010–15 — Luleå HF
  - 2012–13, 2014-15 — Asplöven HC (lån)
- 2015–21 — Brynäs IF
  - 2017-18 — Almtuna IS (lån)
- 2021–23 — Modo Hockey
- 2023– — Bodens HF